# Шеффер, Том
Том Пе́тер Ше́ффер (швед. Tom Peter Schaeffer; 15 ноября 1940 — 3 декабря 2020) — шведский кёрлингист.
В составе мужской сборной Швеции участник четырёх чемпионатов мира (лучший результат — чемпионы в 1973) и двух чемпионатов Европы (лучший результат — серебряные призёры в 1975). Четырёхкратный чемпион Швеции среди мужчин.
Играл на позициях второго и четвёртого, несколько сезонов был скипом команды.
В 1973 введён в Зал славы шведского кёрлинга (швед. Stora Curlare).

## Достижения
- Чемпионат мира по кёрлингу среди мужчин: золото (1973), бронза (1970).
- Чемпионат Европы по кёрлингу: серебро (1975).
- Чемпионат Швеции по кёрлингу среди мужчин: золото (1970, 1972, 1973, 1978).
- Чемпионат Швеции по кёрлингу среди ветеранов: золото (1989).

## Команды
| Сезон   | Четвёртый      | Третий         | Второй          | Первый                   | Турниры                      |
| ------- | -------------- | -------------- | --------------- | ------------------------ | ---------------------------- |
| 1969—70 | Клас Челлен    | Кристер Челлен | Стуре Линден    | Том Шеффер               | ЧШМ 1970 · ЧМ 1970           |
| 1971—72 | Челль Оскариус | Том Шеффер     | Бенгт Оскариус  | Клас-Йоран "Боа" Карлман | ЧШМ 1972 · ЧМ 1972 (8 место) |
| 1972—73 | Челль Оскариус | Бенгт Оскариус | Том Шеффер      | Боа Карлман              | ЧШМ 1973 · ЧМ 1973           |
| 1975—76 | Челль Оскариус | Бенгт Оскариус | Том Шеффер      | Клас-Йоран "Боа" Карлман | ЧЕ 1975                      |
| 1977—78 | Том Шеффер     | Сванте Эдман   | Фред Риддерстад | Клас-Йоран Карлман       | ЧШМ 1978 · ЧМ 1978 (4 место) |
| 1982—83 | Том Шеффер     | Бенгт Оскариус | Lars Hegert     | Клас-Йоран "Боа" Карлман | ЧЕ 1982 (5 место)            |
| 1988—89 | Том Шеффер     | Сванте Эдман   | Stig Johnson    | Свен Фрюксениус          | ЧШВ 1989                     |

(скипы выделены полужирным шрифтом)